# Trichomma conjunctum
Trichomma conjunctum är en stekelart som beskrevs av Wang 1997. Trichomma conjunctum ingår i släktet Trichomma och familjen brokparasitsteklar. Inga underarter finns listade i Catalogue of Life.